# Брандт, Карл Иванович
Карл Иванович Брандт (1810—1882) — русский архитектор.
Окончил Академию Художеств в 1833 году.

## Проекты
- Звенигородская улица, д.№ 32 — дом и бани Стенбок-Фермора. 1836. (Перестроены).
- Ковенский переулок, д.№ 13 — доходный дом. 1840. (Перестроен).
- Улица Достоевского, д.№ 14 — особняк А. А. Храпковой. 1840. (Перестроен).
- Улица Восстания, д.№ 37 / Басков переулок, д.№ 16, угловая часть — доходный дом. 1842. (Перестроен).
- Невский проспект, д.№ 178 — здание Духовной консистории. 1845. (Перестроено).
- Октябрьская набережная, д.№ 16, д.№ 20 — корпуса келий Киновии Александро-Невской лавры. 1845—1847. Совместно с А. П. Гемилианом.
- Набережная Обводного канала, д.№ 3-5 — хлебные амбары Александро-Невской лавры. 1846—1849. Совместно с А. П. Гемилианом.
- Проспект Металлистов, д.№ 5 — церковь Димитрия Солунского на единоверческом участке Большеохтинского кладбища. 1846—1853. (Не сохранилась).
- Фурштатская улица, д.№ 13 — доходный дом. Надстройка и расширение. 1847, 1851. (Перестроен).
- Улица Чайковского, д.№ 52 — доходный дом. 1850. (Реконструирован, расширен).
- Октябрьская набережная, д.№ 14 — церковь Всех Святых в Киновии Александро-Невской лавры. Перестройка. 1855—1856. (Не сохранилась).
- Саперный переулок, д.№ 3 — особняк К. И. Брандта. 1857.
- Расстанная улица, д.№ 26 — церковный дом при Волковском кладбище. Перестройка и расширение. 1859.
- Синопская набережная, д.№ 22 / Херсонский проезд, д.№ 6 — дом Александро-Невской лавры. 1860—1861.
- Деревня Заручье  — церковь Успения Пресвятой Богородицы. 1858–1864.